# Унжица
Унжица — река в России, протекает по Архангельской области. Устье реки находится в 493 км по правому берегу реки Северная Двина. Длина реки составляет 16 км. В 4 км от устья, по правому берегу реки впадает река Девяткина.
Берёт начало из болота Чистовского.

## Данные водного реестра
По данным государственного водного реестра России относится к Двинско-Печорскому бассейновому округу, водохозяйственный участок реки — Северная Двина от впадения реки Вычегда до впадения реки Вага, речной подбассейн реки — Северная Двина ниже места слияния Вычегды и Малой Северной Двины. Речной бассейн реки — Северная Двина.
Код объекта в государственном водном реестре — 03020300112103000027227.